# Hookeriopsis angustiretis
Hookeriopsis angustiretis là một loài Rêu trong họ Hookeriaceae. Loài này được E.B. Bartram mô tả khoa học đầu tiên năm 1946.